# Ooceraea fuscior
Ooceraea fuscior (лат.) — вид муравьёв рода Ooceraea из подсемейства Dorylinae.

## Распространение
Фиджи.

## Описание
Мелкие муравьи коричневого цвета, длина около 3 мм. Усики рабочих 9-члениковые. От близких видов отличается следующими признаками: поверхность усиковых бороздок гладкая и блестящая; задний край головы почти прямой, самое большее немного вогнутый; диаметр точек на тыльной стороне головы равен или
больше, чем среднее расстояние между ними; постпетиоль при виде сверху немного шире своей длины. Стебелёк между грудкой и брюшком двухчлениковый (следующий за петиолем III-й абдоминальный сегмент узкий и превращён в постпетиоль), но явные перетяжки между следующими абдоминальными сегментами (IV, V и VI) отсутствуют. Проното-мезоплевральный шов развит. Проподеальные дыхальца находятся в нижней части заднегрудки. Пигидиум с модифицированными щетинками. Оцеллии отсутствуют, сложные глаза редуцированные (1—5 фасеток) или отсутствуют. Нижнечелюстные щупики рабочих 3-члениковые, нижнегубные щупики состоят из 2 сегментов. Средние и задние голени с одной гребенчатой шпорой. Биология неизвестна. Предположительно, как и другие близкие виды, хищники.